# 赵守福
赵守福（1920年11月—2000年10月30日），山东海阳人，八路军、中国人民解放军将领。

## 生平

### 民国时期
1942年秋参加民兵，1943年9月加入中国共产党，曾任海阳县村民兵连连长、县“赵守福爆炸队”队长。被评选为八路军山东和胶东军区的“神枪手”、“土炮手”、“爆炸火王”、“民兵英雄”。1943年，赵守福和民兵们学会了埋设地雷的方法，一次用阴枚地雷炸死炸伤日军和伪军12人。驻守行村据点的伪军因常常触雷，不敢出动，就在南门设立登记所，盘查、勒索、关押来往行人。1944年春的一个晚上，赵守福只身摸进据点，把地雷埋设在登记所办公室里，第二天炸死了登记所长，炸死炸伤进屋收尸的伪军。他还带领民兵自制土炸药、石雷，研制了30余种使用地雷的方法。在地雷战的打击下，伪军被迫撤退。1945年5月初，日伪军在莱阳城集结扫荡。为了配合主力部队作战，赵守福带领爆炸队赶到莱阳，在县城外围埋20枚地雷，炸死炸伤日伪军24人。5月10日，青岛和莱阳的日伪军窜入海阳县盆子山区。赵守福率部布雷。至6月17日，炸死炸伤敌72人，战马3匹。1946年秋，国军进攻山东解放区，赵守福带领远征爆炸队赴滨北地区，配合中国人民解放军作战，荣立集体一等功。
1942年至1947年，赵守福共参加战斗200余次，创造了30余种地雷战术，炸死炸伤日伪军和国军138人，炸毁汽车2辆，炸死战马4匹。他培养民兵爆炸手1.2万余人，其中82人成为“爆炸大王”和“爆炸模范”。1943年，他被胶东军区授予“爆炸大王”称号；1944年，被授予“胶东军区民兵英雄”称号；1948年，被山东省军区授予“山东民兵英雄”称号。

### 共和国时期
中华人民共和国成立后，1950年，出席全国战斗英雄代表会议，荣获“全国民兵英雄”称号。1964年，他参加全省民兵大比武。1970年后，他任赵疃村党支部书记、中共海阳县委、中共烟台地委委员等职。1978年、1983年被选为中华人民共和国第五届、第六届全国人民代表大会代表。2000年10月30日，赵守福在海阳市中医院病逝，安葬在赵疃村东地雷战纪念亭下。